# Lactobacillaceae
Lactobacillaceae – rodzina bakterii z rzędu Lactobacillales. 
Są zwykle ułożone w różnorakie łańcuszki, często członowane. Nieruchliwe, aczkolwiek zdarzają się wyjątki. Mikroareofile. Bakterie nie wytwarzają katalazy i przeprowadzają fermentację mlekową. Potrzebują do życia licznych aminokwasów, witamin i innych substancji. Najczęściej występują w materiale roślinnym i przewodzie pokarmowym zwierząt.